# Disphragis marusa
Disphragis marusa är en fjärilsart som beskrevs av William Schaus 1928. Disphragis marusa ingår i släktet Disphragis och familjen tandspinnare. Inga underarter finns listade i Catalogue of Life.